# Pharmacy
Pharmacy – debiutancki album studyjny szwedzkiego duetu Galantis, wydany 8 czerwca 2015 roku przez Big Beat i Atlantis Records.

## Lista utworów
1. "Forever Tonight" – 3:37
2. "Gold Dust" – 3:55
3. "In My Head" – 3:40
4. "Runaway (U & I)" – 3:47
5. "Dancin' to the Sound of a Broken Heart" – 3:38
6. "Louder, Harder, Better" – 4:26
7. "Kill 'Em With the Love" – 3:42
8. "Call If You Need Me" – 4:01
9. "Peanut Butter Jelly" – 3:24
10. "Firebird" – 4:08
11. "Don't Care" – 3:45
12. "You" – 3:41
13. "Water" – 3:40